# Arsen Mekokishvili
Arsen Mekokishvili (em georgiano: არსენ მეკოკიშვილი, Georgitsminda, Mingrélia-Alta Suanécia, 12 de abril de 1912 — Moscovo, 9 de março de 1972) foi um lutador de luta livre georgiano.

## Carreira
Foi vencedor da medalha de ouro na categoria de mais de 87 kg em Helsínquia 1952.